# Philippe Germain
Philippe Germain (ur. 1 stycznia 1968) – polityk Nowej Kaledonii. prezydent rządu (premier) od 1 kwietnia 2015. Należy do partii Kaledonia Razem (fr. Calédonie ensemble), która jest największą z trzech partii antyniepodległościowych.